# Richard Law
Richard Kidston Law, 1.º Barão Coleraine, PC (27 de fevereiro de 1901 — 15 de novembro de 1980) foi um político conservador britânico.

## Biografia
Richard Kidston Law nasceu em 27 de fevereiro de 1901. Ele era filho de Bonar Law e Annie Pitcairn Robley. Ele foi educado na Escola de Shrewsbury e no St John's College, em Oxford. Em 26 de janeiro de 1929 casou-se com Mary Virginia Nellis, a segunda filha de Abraham Fox Nellis, de Rochester, Nova Iorque. Richard morreu em 15 de novembro de 1980.

### Carreira
Quando Law tornou-se Subsecretário de Estado Parlamentar dos Negócios Estrangeiros até 1943, ele participou da Conferência das Bermudas sobre o destino dos judeus europeus e foi juramentado pelo Conselho Privado nas Honras de Ano Novo de 1943.
Foi Ministro de Estado, e também no Ministério das Relações Exteriores, até 1945, quando serviu por um breve período como Ministro da Educação no governo provisório de Churchill. Em uma eleição suplementar em novembro de 1945, ele se tornou MP de Kensington South, que ocupou até fevereiro de 1950.
Law foi novamente eleito deputado na eleição de 1951, desta vez para Haltemprice, mas renunciou ao cargo em janeiro de 1954 e em fevereiro foi elevado à Câmara dos Lordes como Barão Coleraine de Haltemprice em East Riding do Condado de York. Após sua elevação ao título de nobreza, ele fez uma turnê de palestras de duas semanas nos Estados Unidos, seguindo de duas semanas na Rússia a convite do governo russo.